# Biloxi Blues (théâtre)
Pour les articles homonymes, voir Biloxi Blues (film).
Biloxi Blues est une pièce de théâtre de Neil Simon créée en 1984 à l'Ahmanson Theatre de Los Angeles. Ce récit semi-autobiographique est la deuxième pièce de La Trilogie d'Eugene.

## Argument
Eugene Morris Jerome, 18 ans, de Brooklyn, est conscrit pour la Seconde Guerre mondiale. Il est envoyé dans un camp d’entraînement à Biloxi (Mississippi).

## Distinctions
- Tony Awards 1985[1]
  - Tony Award de la meilleure pièce
  - Tony Award du meilleur acteur de second rôle dans une pièce pour Barry Miller
  - Meilleure mise en scène pour une pièce pour Gene Saks

## Film
Biloxi Blues a été adapté par Mike Nichols en 1988.